# Jacobo Morales
Jacobo Morales, né le 12 novembre 1934 à Lajas, est un acteur et réalisateur portoricain.

## Biographie
Né de parents d'origine séfarade, il amorce sa carrière à la radio et au théâtre alors qu'il n'a que 14 ans.
En 1954, il commence à travailler pour la télévision comme acteur, scénariste et réalisateur. Entre-temps, il dirige une troupe de comédiens qui, avec en collaboration avec le journaliste Eddie López, monte des comédies  et des satires politiques. La troupe se produit uniquement sur scène, avec plus de 30 pièces à son répertoire, jusqu'aux années 1980 et 1990, où elle enregistre plusieurs de ses spectacles pour la télévision.
Dans les années 1970, Jacobo Morales a la possibilité de jouer dans des productions hollywoodiennes, notamment aux côtés de Woody Allen dans Bananas et de Barbra Streisand dans Up the Sandbox d'Irvin Kershner.
Dios los cría, son premier film en tant que réalisateur, sort en 1979. Événement important de l'histoire du cinéma portoricain, le film est un succès public et critique.
En 1989, Lo que le pasó a Santiago, son troisième film, est nommé pour l'Oscar du meilleur film en langue étrangère à la 62e cérémonie des Oscars en 1990.
En 1994, Linda Sara, mettant en vedette la chanteuse Chayanne et la Miss Univers 1993 Dayanara Torres, est un autre gros succès. Le film reçoit, entre autres, le prix du public au Festival international du film de Mar del Plata en Argentine.
Après le documentaire Enredando sombras sur les origines et l'histoire du cinéma latino-américain qu'il réalise en 1998, Morales signe en 2004 une suite de son premier film, Dios los cría II.
En 2007, Ángel, son dernier film long métrage, est un thiller sur fond de corruption des services de l'ordre.

## Filmographie

### Comme acteur
- 1965 : La Criada Malcriada
- 1971 : Bananas, avec Woody Allen
- 1972 : Up the Sandbox, avec Barbra Streisand (played Fidel Castro)
- 1979 : Dieu les créa (Dios los cría)
- 1986 : Nicolás y los demás
- 1989 : Lo que le pasó a Santiago
- 1990 : Los cuentos de Abelardo, segment 'Peyo Mercé teaches English' , inspiré de Abelardo Díaz Alfaro
- 1994 : Linda Sara
- 1998 : The Effects of Magic
- 2003 : Desandando la Vida
- 2007 : Ángel
- 2012 : Broche de Oro

### Comme réalisateur
- 1979 : Dieu les créa (Dios los cría)
- 1986 : Nicolás y los demás
- 1989 : Lo que le pasó a Santiago
- 1994 : Linda Sara
- 1998 : Enredando sombras (documentaire)
- 2004 : Dios los cría 2
- 2007 : Ángel